# Кіцканій Векь
Кіцканій Векь (рум. Chițcanii Vechi) — село у Теленештському районі Молдови. Адміністративний центр однойменної комуни, до складу якої також входить село Кіцканій-Ной.

## Населення
За даними перепису населення 2004 року у селі проживали 2178 осіб.
Національний склад населення села:
| Національність       | Кількість осіб | Відсоток   |
| -------------------- | -------------- | ---------- |
| молдавани румуни     | 2093 55        | 96,1% 2,5% |
| українці             | 25             | 1,1%       |
| росіяни              | 4              | 0,2%       |
| інша / без відповіді | 1              | < 0,1%     |
| Всього               | 2178           | 100%       |